# Plectocephalus Group
Plectocephalus Group è il nome di un gruppo tassonomico informale di piante angiosperme dicotiledoni della famiglia delle Asteraceae.

## Descrizione

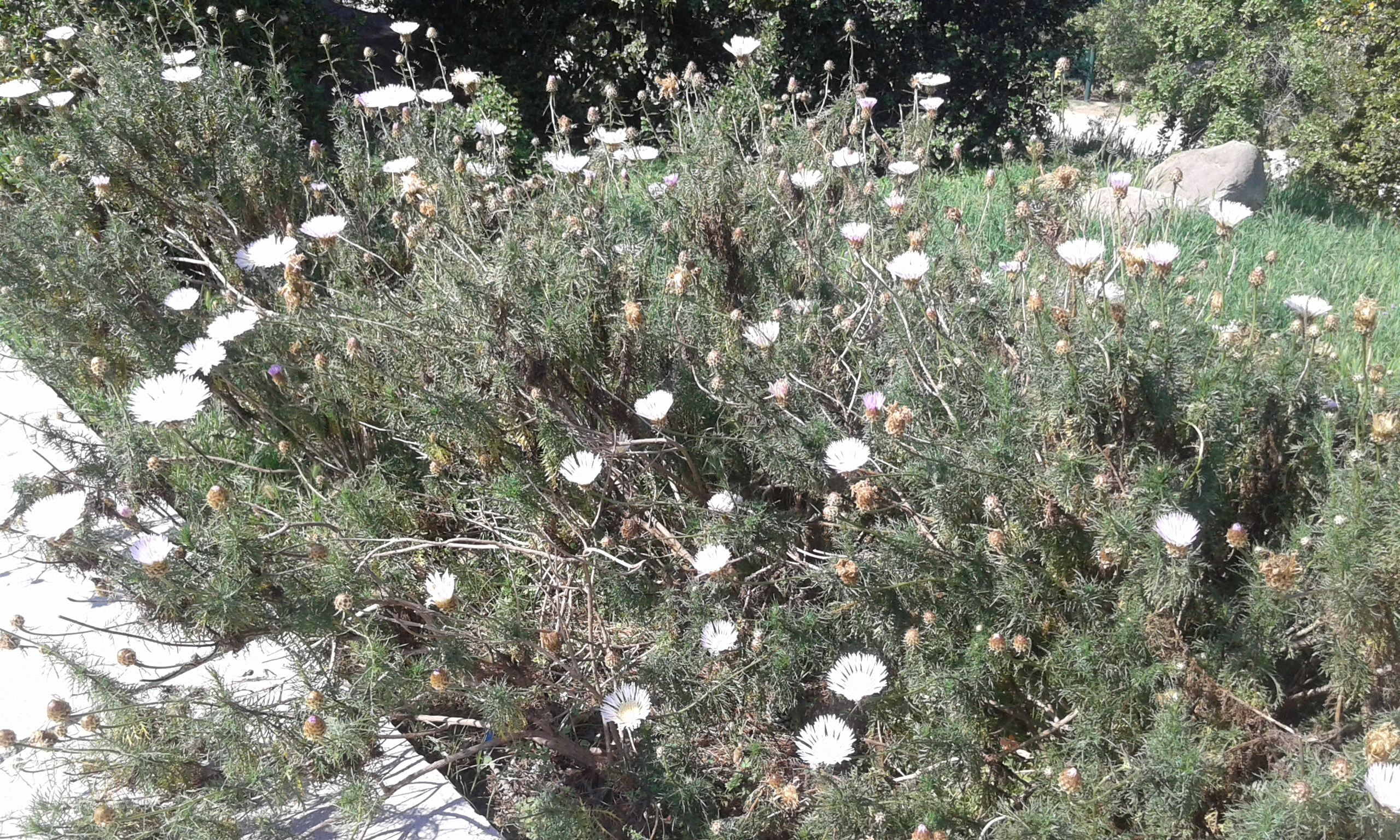
Il portamento
Plectocephalus cachinalensis

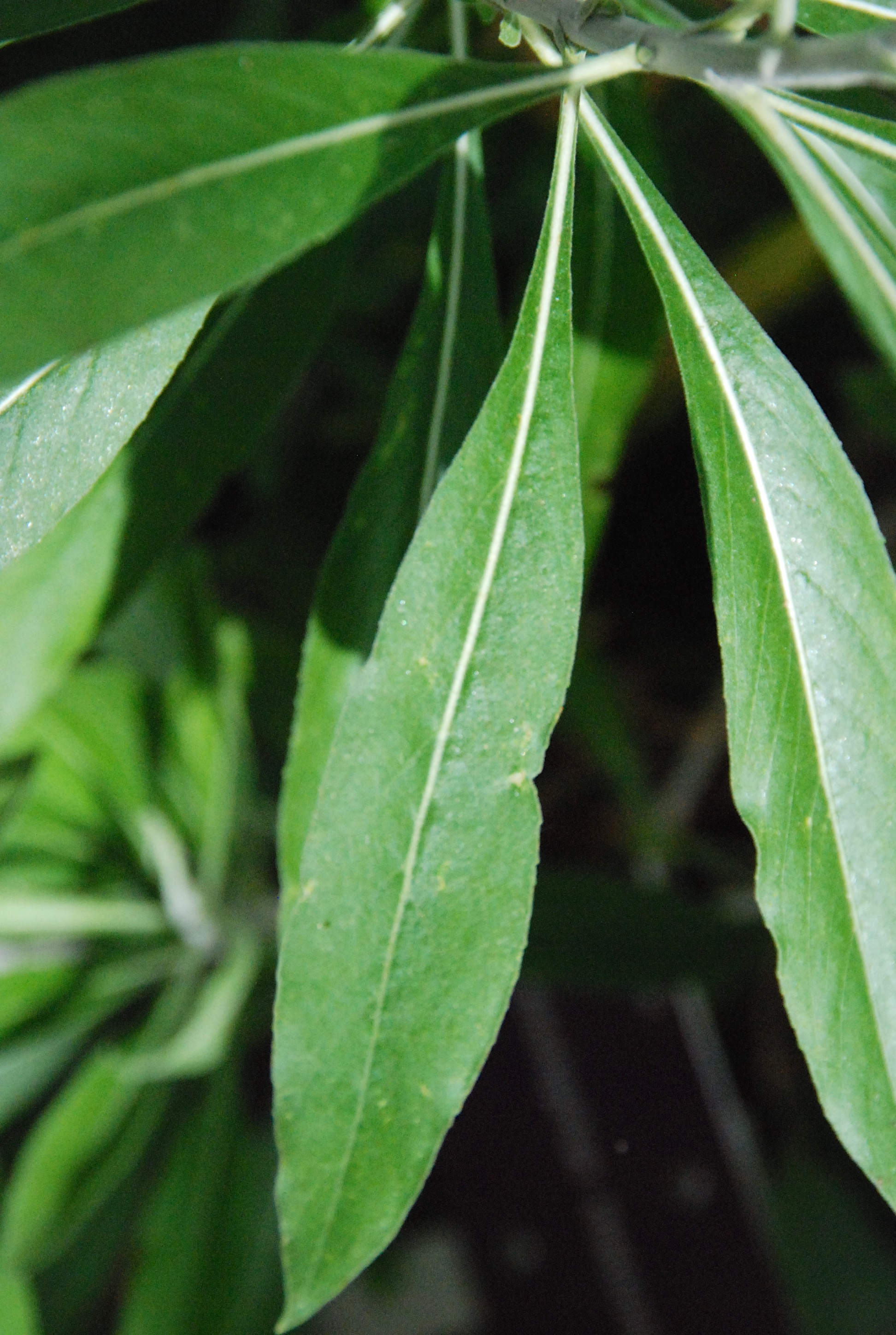
Le foglie
Cheirolophus massonianus

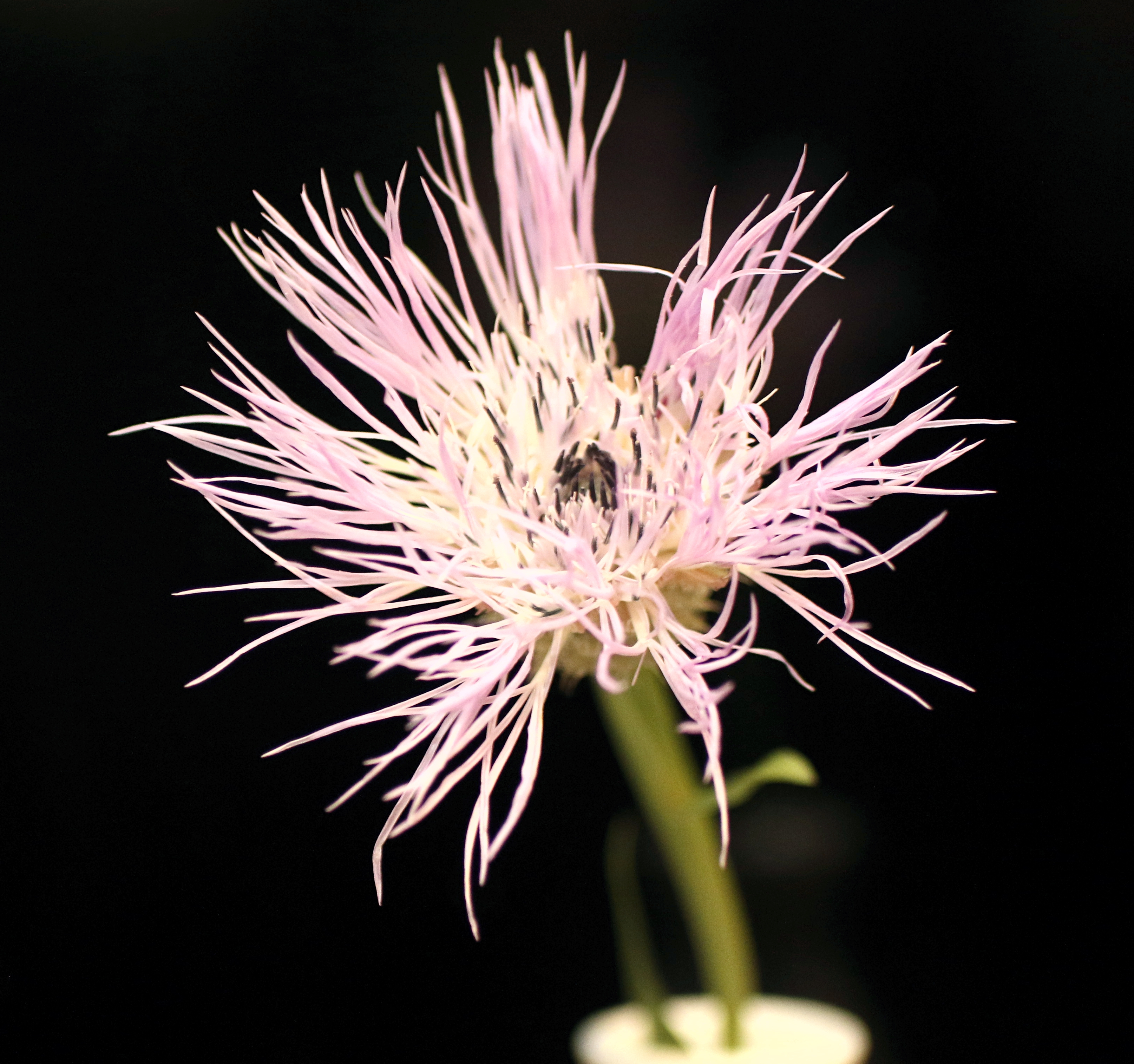
Infiorescenza
Plectocephalus americanus

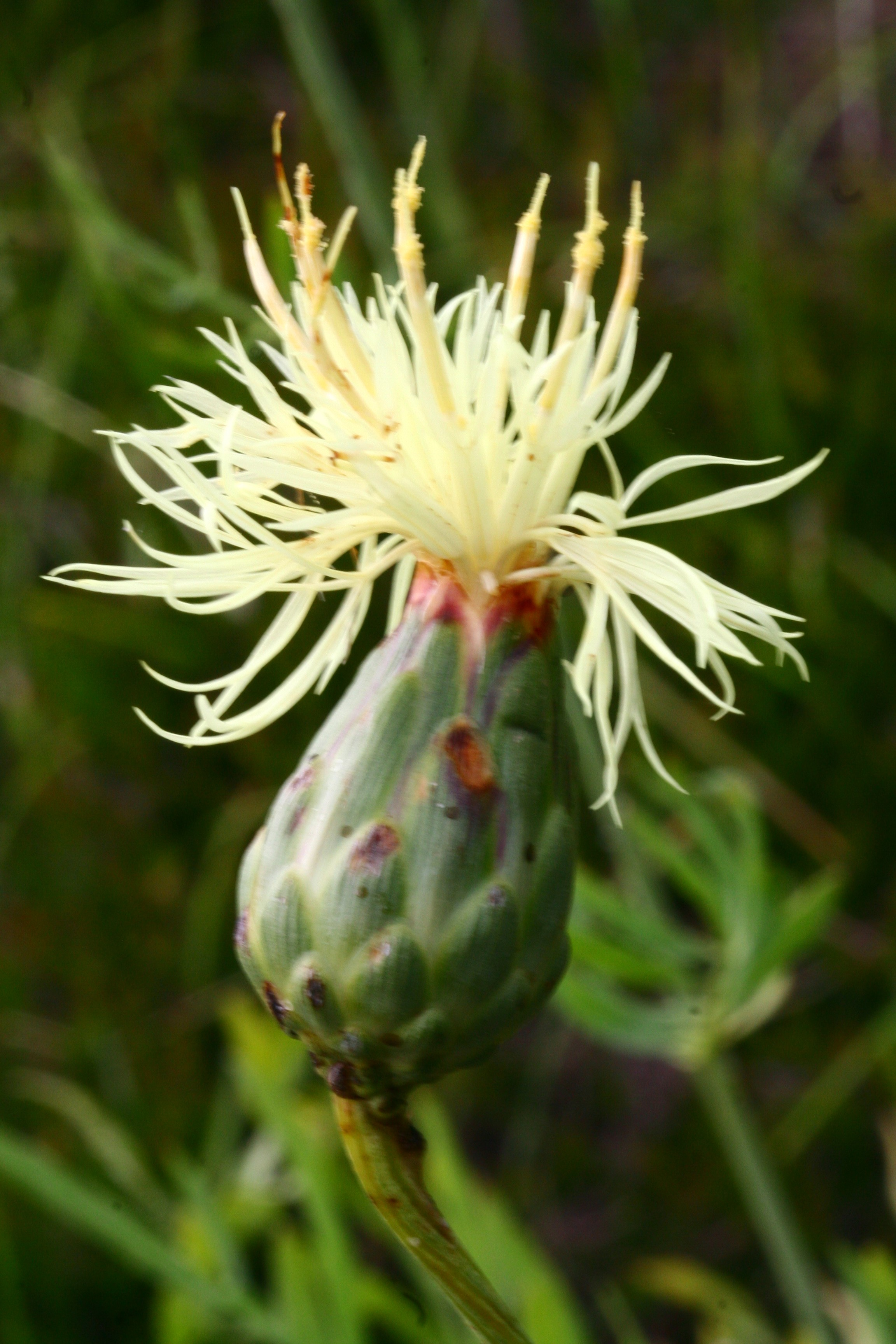
I fiori
Rhaponticoides alpina

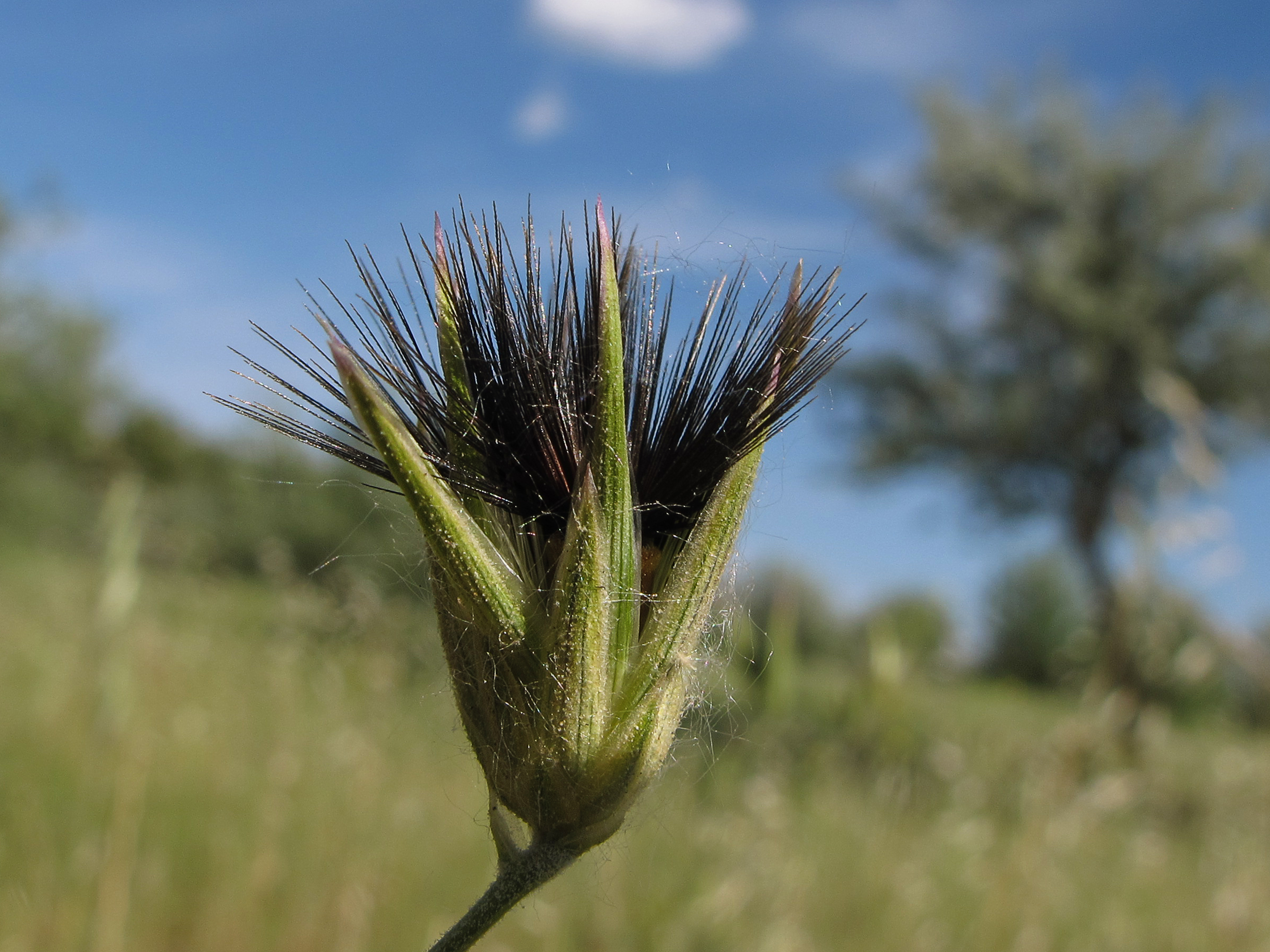
L'achenio
Crupina vulgaris

Le specie di questo gruppo sono piante erbacee annuali, biennali, perenni o arbusti, raramente possono essere di tipo arboreo. Normalmente sono prive di spine (raramente ne sono provviste).
Le foglie lungo il caule sono disposte in modo alterno, hanno una lamina intera o pennatosetta. La forma può essere da lineare a oblunga.
Le infiorescenze si compongono di capolini eterogami (raramente omogami). I capolini sono formati da un involucro a forma da cilindrica a ovoidale composto da brattee (o squame) all'interno del quale un ricettacolo fa da base ai fiori tutti tubulosi. Le brattee dell'involucro, disposte su più serie in modo embricato, sono di vario tipo: scariose, fimbriate, pettinate, spinose o prive di spine; quelle interne sono quasi sempre provviste di appendici scariose. Il ricettacolo normalmente è sericeo.
I fiori sono tutti del tipo tubuloso. I fiori sono tetra-ciclici (ossia sono presenti 4 verticilli: calice – corolla – androceo – gineceo) e pentameri (ogni verticillo ha 5 elementi). I fiori in genere sono ermafroditi e actinomorfi. Se i capolini sono eterogami allora sono presenti dei fiori tubolosi periferici radiati (zigomorfi) e sterili.
- Formula fiorale:

- /x K {\displaystyle \infty }, [C (5), A (5)], G 2 (infero), achenio

- Calice: i sepali del calice sono ridotti ad una coroncina di squame.
- Corolla: la corolla in genere è colorata di blu o violetto, raramente giallo o altri colori.
- Androceo: gli stami sono 5 con filamenti liberi, glabri e papillosi, mentre le antere sono saldate in un manicotto (o tubo) circondante lo stilo.[7]
- Gineceo: lo stilo è filiforme; gli stigmi dello stilo sono due divergenti. L'ovario è infero uniloculare formato da 2 carpelli.

Il frutto è un achenio con pappo. Gli acheni, con forme obovoidi e lateralmente compressi, sono glabri o raramente pelosi. Il pericarpo dell'achenio è sclerificato; alla sommità l'achenio è provvisto di una piastra dritta. Il pappo (deciduo o persistente) è inserito in un anello parenchimatico sulla piastra apicale e in genere è formato da due anelli di setole variamente pennate (quelle interne sono più lunghe); raramente è formato da una sola serie di scaglie oppure è assente.

## Biologia
- Impollinazione: l'impollinazione avviene tramite insetti (impollinazione entomogama).
- Riproduzione: la fecondazione avviene fondamentalmente tramite l'impollinazione dei fiori (vedi sopra).
- Dispersione: i semi cadendo a terra (dopo essere stati trasportati per alcuni metri dal vento per merito del pappo – disseminazione anemocora) sono successivamente dispersi soprattutto da insetti tipo formiche (disseminazione mirmecoria).

## Distribuzione
Le specie di questo gruppo si trovano soprattutto nell'Eurasia.

## Tassonomia
La famiglia di appartenenza di questa voce (Asteraceae o Compositae, nomen conservandum) probabilmente originaria del Sud America, è la più numerosa del mondo vegetale, comprende oltre 23.000 specie distribuite su 1.535 generi, oppure 22.750 specie e 1.530 generi secondo altre fonti (una delle checklist più aggiornata elenca fino a 1.679 generi). La famiglia attualmente (2021) è divisa in 16 sottofamiglie.
La tribù Cardueae (della sottofamiglia Carduoideae) a sua volta è suddivisa in 12 sottotribù (la sottotribù Centaureinae è una di queste).

### Filogenesi
La classificazione della sottotribù Centaureinae rimane ancora problematica e piena di incertezze. Nell'ambito della sottotribù questo gruppo tassonomico informale chiamato provvisoriamente "Plectocephalus Group" è posizionato, da un punto di vista filogenetico, nella zona centrale delle Centaureinae e, in base alle attuali conoscenze, non si tratta di un clade monofiletico.  In precedenti studi il gruppo "Plectocephalus" (chiamato con un nome diverso: "Basal Grade" o "Basal Genera") occupava una posizione più "basale". Le ultime ricerche (2019) sembrano non confermare più l'unitarietà del gruppo: Plectocephalus, il genere più importante del gruppo, mantiene una posizione centrale insieme al genere Centaurodendron Johow (non riconosciuto da tutti gli Autori); Cheirolophus si trova in posizione "basale" vicino al genere Rhaponticum (del gruppo informale Rhaponticum Group); Crupina è vicino al genere Centaurea e quindi al "core" delle Centaureinae; Phalacrachena e Rhaponticoides si mantengono vicini a Plectocephalus ma con in mezzo il Psephellus Group.
Il numero cromosomico delle specie di questo genere è: 2n = 26, 28, 30 e 58.

### Elenco dei generi
Il gruppo comprende 7 generi e 78 specie:
| Genere                      | N. specie                                              | Distribuzione                                                       |
| --------------------------- | ------------------------------------------------------ | ------------------------------------------------------------------- |
| Cheirolophus Cass., 1827    | 27                                                     | Europa occidentale e Africa nord-occidentale.                       |
| Crupina (Pers.) DC., 1810   | 3                                                      | Dall'Europa mediterranea fino all'Asia centrale (Cina occidentale). |
| Phalacrachena Iljin, 1936   | 2                                                      | Europa orientale e Asia (dalla Mongolia al Caucaso).                |
| Plectocephalus D.Don, 1830  | 8                                                      | America e Etiopia                                                   |
| Rhaponticoides Vaill., 1754 | 33                                                     | Regione Irano-Turanica (o Irano-Turaniana) e Mediterranea           |
| Schischkinia ljin, 1935     | Una specie: Schischkinia albispina (Bunge) Iljin, 1935 | Semi-deserti delle steppe dell'Asia centrale                        |
| Stizolophus Cass., 1826     | 4                                                      | Caucaso e regione Turanica                                          |

### Specie della flora spontanea italiana
Nella flora spontanea italiana del gruppo di questa voce sono presenti le seguenti specie:
- Genere Cheirolophus:

- Cheirolophus crassifolius (Bertol.) Susanna
- Cheirolophus sempervirens (L.) Pomel

- Genere Crupina:

- Crupina crupinastrum (Moris) Vis., 1847
- Crupina intermedia  (Mutel) Walp., 1849
- Crupina vulgaris  Pers. ex Cass., 

- Genere Rhaponticoides:

- Rhaponticoides africana (Lam.) M.V. Agab. & Greuter
- Rhaponticoides alpina (L.) M.V. Agab. & Greuter
- Rhaponticoides centaurium (L.) M.V. Agab. & Greuter